# 胡元慶
胡元庆（?—?），元朝医生、针灸家，鹤溪（今浙江省青田县）人。
胡元庆精通外科，非常善用灸法。写成《痈疽神秘灸经》一卷，又称《痈疽灸经》。胡元庆认为痈疽、疔疖是经血阻滞、气血不通所导致，辑录十二经通滞之穴，提出以灸法治疗外科痈疽病。论述十四经脉中治痈疽的主要腧穴及其灸治方法，有《看内痈疽诀法》一文，收录了其他针灸书不著的若干灸疮秘穴，附有插图。元顺帝至正十四年（1354年）初版，明朝薛己校补。